# Domitius
Domitius és un gènere d'aranyes araneomorfes de la família dels nestícids (Nesticidae). Fou descrit per primera vegada l'any 2018 per Ribera.
Les espècies d'aquest gènere són cavernícoles i viuen en coves a Itàlia, Espanya i Portugal.

## Taxonomia
Segons el World Spider Catalog, a desembre de 2018, hi ha 7 espècies:
- Domitius baeticus (López-Pancorbo & Ribera, 2011) (Espanya)
- Domitius luquei (Ribera & Guerao, 1995) (Espanya)
- Domitius lusitanicus (Fage, 1931) (Portugal)
- Domitius menozzii (Caporiacco, 1934) (Itàlia)
- Domitius murgis (Ribera & De Mas, 2003) (Espanya)
- Domitius sbordonii (Brignoli, 1979) (Itàlia)
- Domitius speluncarum (Pavesi, 1873) (Itàlia)